# Brokinds skolhage
Brokinds skolhage este o arie protejată (arie specială de conservare — SAC, sit de importanță comunitară — SCI) din Suedia întinsă pe o suprafață de 33,5 ha, integral pe uscat.

## Localizare
Centrul sitului Brokinds skolhage este situat la coordonatele 58°12′28″N 15°39′53″E / 58.2078°N 15.6646°E.

## Înființare
Situl Brokinds skolhage a fost declarat sit de importanță comunitară în ianuarie 1997 pentru a proteja 3 specii de animale. Situl a fost protejat și ca arie specială de conservare în martie 2011.

## Biodiversitate
Situată în ecoregiunea boreală, aria protejată conține 1 habitat natural: Pășuni din zone de pădure fino-scandinave.
La baza desemnării sitului se află mai multe specii protejate de  nevertebrate (3): Anthrenochernes stellae, rădașcă (Lucanus cervus), Osmoderma eremita.